# 中国驻安提瓜和巴布达大使列表
本列表为中華人民共和國驻安提瓜和巴布达历任大使名录（附中華民國駐安提瓜和巴布达歷任代表）。

## 历任中国驻安提瓜和巴布达大使

### 附：中華民國駐安地卡及巴布達代表（1982年－1983年）
1982年10月15日，中華民國設立駐安地卡商務代表團。1983年1月1日關閉。
| 姓名   | 任命          | 到任         | 免职         | 离任 | 外交衔级 | 外交职务 | 备注 | 备注 |
| ------ | ------------- | ------------ | ------------ | ---- | -------- | -------- | ---- | ---- |
| 鄭松本 | 1992年10月5日 | 1982年8月5日 | 1983年1月8日 |      | 代表     | 秘書     |      |      |

### 中华人民共和国驻安提瓜和巴布达大使（1983年至今）
1983年1月1日，中国与安提瓜和巴布达建交，任命驻巴巴多斯大使兼驻安提瓜和巴布达大使。1989年9月，筹设中国驻安提瓜和巴布达大使馆。1998年，改派常驻大使。
| 姓名   | 任命           | 任命           | 到任           | 递交国书       | 免职           | 免职           | 离任           | 外交衔级 | 外交职务     | 备注                   |
| 姓名   | 全国人大常委会 | 主席           | 到任           | 递交国书       | 全国人大常委会 | 主席           | 离任           | 外交衔级 | 外交职务     | 备注                   |
| ------ | -------------- | -------------- | -------------- | -------------- | -------------- | -------------- | -------------- | -------- | ------------ | ---------------------- |
| 汪滔   | 1983年5月9日   | 不適用         | 1983年8月      | 1983年8月23日  | 1984年7月7日   | 1984年12月14日 | 1984年4月      | 大使     | 特命全权大使 | 驻巴巴多斯兼           |
| 李颉   | 1984年7月7日   | 1984年12月14日 | 1984年9月      | 1984年9月25日  | 1986年3月19日  | 1986年8月1日   | 1986年5月      | 大使     | 特命全权大使 | 驻巴巴多斯兼           |
| 顾志方 | 1986年3月19日  | 1986年8月1日   | 1986年9月      | 1986年9月4日   | 不適用         | 不適用         | 1987年5月7日   | 大使     | 特命全权大使 | 驻巴巴多斯兼，任内病逝 |
| 陆宗卿 | 1987年6月23日  | 1987年9月9日   | 1987年11月     | 1987年11月10日 | 1989年7月6日   | 1990年9月5日   | 1990年4月      | 大使     | 特命全权大使 | 驻巴巴多斯兼           |
| 杨世祥 | 不適用         | 不適用         | 1989年9月      |                | 不適用         | 不適用         | 1992年         |          | 临时代办     | 筹备开馆               |
| 周文重 | 1990年6月28日  | 1990年9月5日   | 1990年9月      | 1990年9月27日  | 1992年9月4日   | 1992年10月30日 | 1992年10月     | 大使     | 特命全权大使 | 驻巴巴多斯兼           |
| 顾品锷 | 不適用         | 不適用         | 1992年         | 不適用         | 不適用         | 不適用         | 1995年6月      |          | 临时代办     |                        |
| 江承宗 | 1992年9月4日   | 1992年10月30日 | 1992年11月     | 1992年12月2日  | 1996年7月5日   | 1997年2月1日   | 1996年11月     | 大使     | 特命全权大使 | 驻巴巴多斯兼           |
| 刘一斌 | 不適用         | 不適用         | 1995年6月      | 不適用         | 不適用         | 不適用         | 1998年3月      |          | 临时代办     |                        |
| 詹道德 | 1996年7月5日   | 1997年2月1日   | 1997年1月      | 1997年1月29日  | 1997年12月29日 | 1998年4月2日   | 1998年1月      | 大使     | 特命全权大使 | 驻巴巴多斯兼           |
| 吴正龙 | 1997年12月29日 | 1998年4月2日   | 1998年3月      | 1998年4月1日   | 1999年12月25日 | 2000年4月12日  | 2000年3月      | 大使     | 特命全权大使 |                        |
| 杨世祥 | 1999年12月25日 | 2000年4月12日  | 2000年4月      | 2000年4月10日  | 2004年6月25日  | 2004年10月14日 | 2004年8月      | 大使     | 特命全权大使 |                        |
| 任小萍 | 2004年6月25日  | 2004年10月14日 | 2004年9月22日  | 2004年9月28日  | 2007年6月29日  | 2007年10月30日 | 2007年10月13日 | 大使     | 特命全权大使 |                        |
| 陈立钢 | 2007年6月29日  | 2007年10月30日 | 2007年10月27日 | 2007年10月29日 | 2010年2月26日  | 2010年9月1日   | 2010年7月22日  | 大使     | 特命全权大使 |                        |
| 刘汉明 | 2010年2月26日  | 2010年9月1日   | 2010年8月18日  | 2010年8月20日  | 2012年12月28日 | 2013年4月11日  | 2013年3月      | 大使     | 特命全权大使 |                        |
| 任共平 | 2012年12月28日 | 2013年4月11日  | 2013年4月16日  | 2013年4月17日  | 2015年11月4日  | 2016年6月6日   | 2016年4月      | 大使     | 特命全权大使 |                        |
| 王宪民 | 2015年11月4日  | 2016年6月6日   | 2016年5月27日  | 2016年5月31日  | 2019年2月27日  | 2019年6月12日  | 2019年4月20日  | 大使     | 特命全权大使 |                        |
| 孙昂   | 2019年2月27日  | 2019年6月12日  | 2019年5月20日  | 2019年5月23日  | 2021年4月29日  | 2021年12月3日  | 2021年1月      | 大使     | 特命全权大使 |                        |
| 张艳玲 | 2021年8月20日  | 2021年12月3日  | 2021年11月18日 | 2021年12月6日  | 现任           |                |                | 大使     | 特命全权大使 |                        |